# Boulevard Béliveau
Le boulevard Béliveau est une artère de la ville de Longueuil sur la Rive-Sud de Montréal. 

## Situation et accès
Le boulevard s'étend du boulevard Jacques-Cartier au nord-ouest jusqu'à la rue des Samares au sud-est. 

## Origine du nom
Le boulevard Béliveau a été nommé en l'honneur du troisième archevêque de Saint-Boniface, Arthur Béliveau.

## Historique
Lors de la séance du conseil municipal de la ville de Longueuil du 27 août 2019, les élus ont autorisé un contrat de service d'ingénierie en vue du prolongement du boulevard Béliveau jusqu’au carrefour giratoire de la rue du R-100 dans l'arrondissement de Saint-Hubert (Longueuil). Lors de cette même séance, le prolongement a été annoncé pour 2020.